# Friedrich Wilhelm von Loßberg (1720–1800)

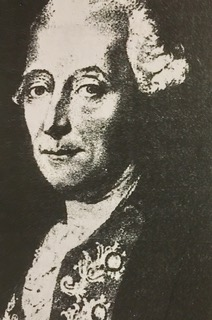
Friedrich Wilhelm von Loßberg, 1720–1800

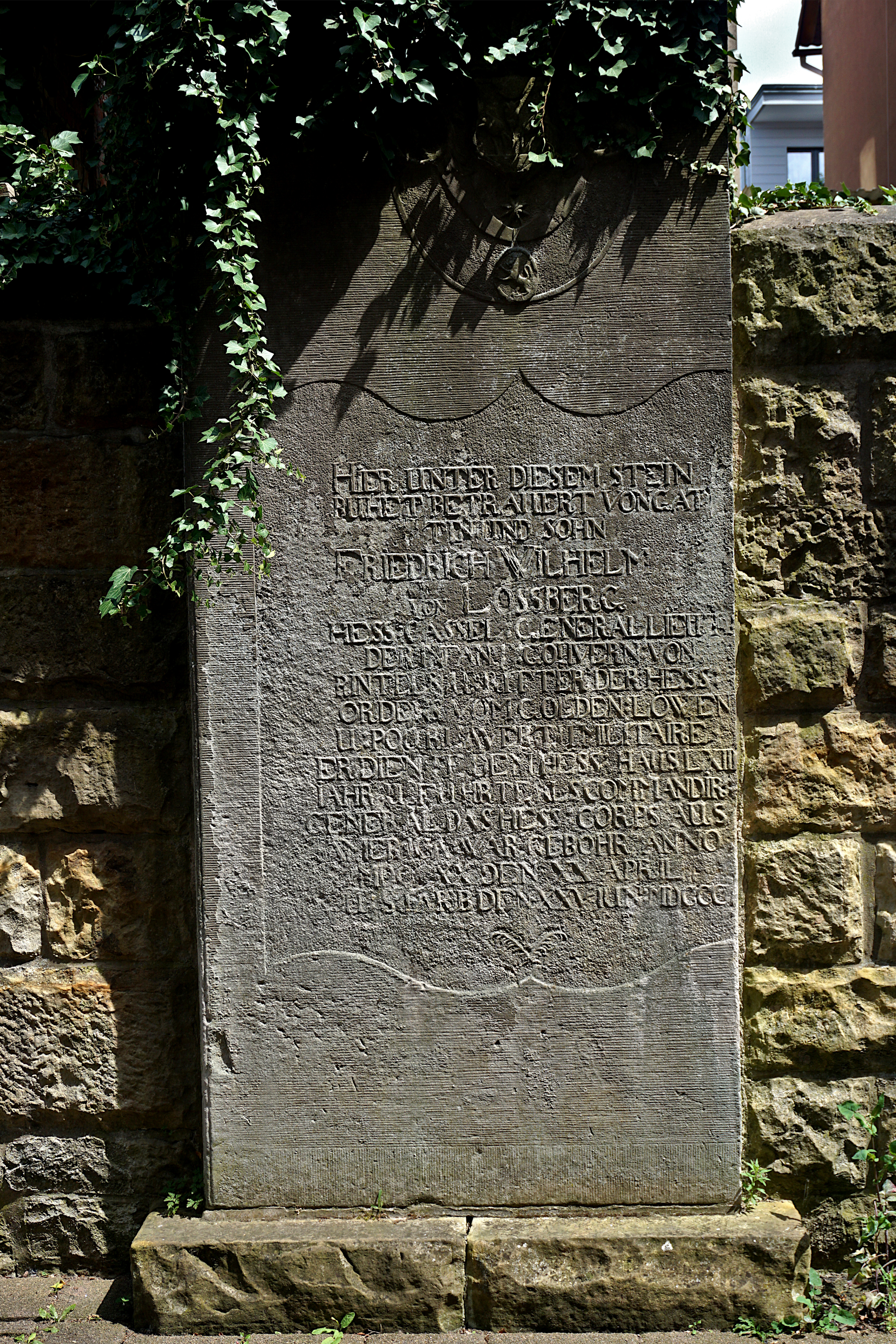
Grabplatte in Rinteln

Friedrich Wilhelm von Loßberg (* 20. April 1720 in Sylbach; † 25. Juni 1800 in Rinteln) war ein kurhessischer Generalleutnant. 

## Leben
Friedrich Wilhelm von Loßberg wurde als Sohn des Offiziers Johann Heinrich von Loßberg (1676–1726) und dessen Ehefrau Eva Elisabeth Sybille von Gräffendorff (1675–1768) geboren. 
Nach seiner Schulausbildung trat er wie sein älterer Bruder Heinrich August (1717–1793) in den Militärdienst der Hessen-kasselschen Armee ein und wurde Lieutenant im Regiment Prinz Georg. 1748 zum Kapitän befördert, wurde er 1759 Major im Infanterie-Regiment „Prinz Carl“.
Bevor er 1776 als Oberst nach Amerika entsandt wurde und die Erste Brigade der Zweiten Hessischen Division unter dem Befehl von Generalleutnant Wilhelm von Knyphausen führte, war er als Oberstleutnant im Regiment Anhalt (1762), Oberst im Infanterie-Regiment Prinz Karl (1766) und im Regiment von Donop eingesetzt.
Nach seiner Beförderung zum Generalmajor (1780) und zum Generalleutnant (1781) erhielt er 1783 als Oberbefehlshaber der hessischen Truppen die Befehlsgewalt im Amerikanischen Unabhängigkeitskrieg. In diesem Krieg kämpften die Soldaten des hessischen Landgrafen als Söldner an der Seite der Briten.
Von Loßberg selbst verließ New York am 16. November 1783 und traf am 26. Dezember 1783 an Bord des Transportschiffs Duchess of Gordon in Portsmouth ein. 
1789 wird er als Chef des kombinierten Regiments von Loßberg dokumentiert.
1789 wurde er Nachfolger seines Bruders Heinrich August als Gouverneur der Festung von Rinteln, der von 1784 an Festungskommandeur war. 
1799 trat von Loßberg in den Ruhestand.

## Familie
Am 11. November 1785 heiratete er im Alter von 65 Jahren Dorothea Elisabeth Gmeling (1741–1825). Sein Sohn Johann Karl Jeremias von Lossberg (1750–1804) diente während der Amerikanischen Revolution als Leutnant beim Grenadierbataillon von Lengerke.

## Auszeichnungen
- 23. Mai 1772 Ritter des Ordens Pour la vertu militaire[3]
- 1772 Hessischer Orden vom Goldenen Löwen.[4]